# Taiwanese grootoorvleermuis
De Taiwanese grootoorvleermuis (Plecotus taivanus) is een vleermuis die voorkomt op Taiwan. Het is een extreem zeldzame soort, die pas aan het begin van de jaren 90 van de twintigste eeuw werden ontdekt.
Ze zijn bekend van Anma en Wulin in Táijhong en Cuei en Mei in Nantou, allemaal op Taiwan.
De Taiwanese grootoorvleermuis leeft in bergbossen op grote hoogte. Ze slapen in grotten, tunnels, gebouwen en bomen, waarbij ze hun oren tussen hun voorarmen hebben, naar achteren gestoken. Het is de kleinste grootoorvleermuis. Ze hebben 32 chromosomen en een FN van 30. Ze lijken nog het meeste op P. auritus homochrous uit de Himalaya.